# Pedro Marsilio
Pedro Marsilio, (Pere Marsili en catalán) probablemente mallorquín, hermano de la orden de los predicadores, archidiácono del Obispado de Mallorca, cronista y embajador real al servicio del rey Jaime II de Aragón.

## Biografía
En 1303 era archidiácono del Obispado de Mallorca y fraile de la Orden de los Predicadores, dentro de la cual gozaba de gran reputación. En 1309, el rey Jaime II de Aragón "el Justo", lo llamó a su corte para confiarle una misión diplomática de primera magnitud ante el Papa Clemente V, poder recaudar un diezmo doble sobre los bienes eclesiásticos de la Corona de Aragón; Jaime II de Aragón quería recaudar este doble diezmo para continuar financiando la cruzada contra Granada. La misión diplomática encargada a fray Pedro Marsili y Fortuny Martí no prosperó en absoluto. Aunque el santo padre la ratificó y le concedió indulgencias a todos aquellos que participaban, se negó a conceder el doble diezmo, la negativa del Papa chocó con el empeño irreverente y temerario de fray Pedro Marsili, que acabó siendo suspendido de todas sus funciones religiosas por el maestro general de la orden de los predicadores.
De regreso, fray Pedro Marsili tuvo que salir de la Corona de Aragón y se exilió en Perpiñán, que entonces formaba parte de la Corona de Mallorca. Jaime II intercedió por él varias veces ante el Papa, hasta que le fue levantada la pena de exilio. De retumba en la Corona de Aragón, el rey, le confió una nueva misión diplomática en el mes de julio de 1312, esta vez en la corte de la Corona de Castilla, con su hija Constanza.

## Obra
El rey Jaime II, también le encargó la traducción al latín del Libro de los hechos, adecuándolo a los estándares estilísticos de una crónica de principios del siglo XIV: "que los hechos de su glorioso abuelo (Jaime I) recogidos en tiempos antiguos en un estilo verídico pero vulgar, puestos al día y una vez traducidos al latín en un solo volumen de historia y de crónica en la que toda serie de los grandes hechos del rey su abuelo (sean) tejidos ". Fray Pedro Marsili finalizó el encargo real el 2 de abril de 1313, haciendo petición al rey que una copia se destinase al convento de los frailes predicadores de Mallorca, de donde él mismo provenía, para que fuera leída durante la Fiesta del estandarte: "a fin de que cuando se celebrase el último día del año la fiesta anual de la toma de la ciudad de Mallorca, por la gloria de dios y la memoria digna de alabanza perpetua de su príncipe más afortunado, los frailes que han de orar en esta solemnidad, este día, delante de todo el clero y el pueblo, puedan recurrir a esta obra y puedan ser más plenamente informados de la verdad de los hechos ". La entrega oficial de la" Cronice Illustrissimi Registro Aragonum dominio Jacobi victorissimi principios "tuvo lugar el 2 de junio de 1314 en la iglesia de los frailes predicadores de Valencia.